# کلاود دورنیه
کلاود دورنیه (انگلیسی: Claude Dornier; ۱۴ مهٔ ۱۸۸۴ – ۵ دسامبر ۱۹۶۹) مهندس هوانوردی و طراح هواگرد و پایه‌گذار شرکت دورنیه فلوکتسایک‌ورک بود. او اهل آلمان و دانش‌آموخته‌ی دانشگاه فنی مونیخ بود.